# مطبخ عراقي

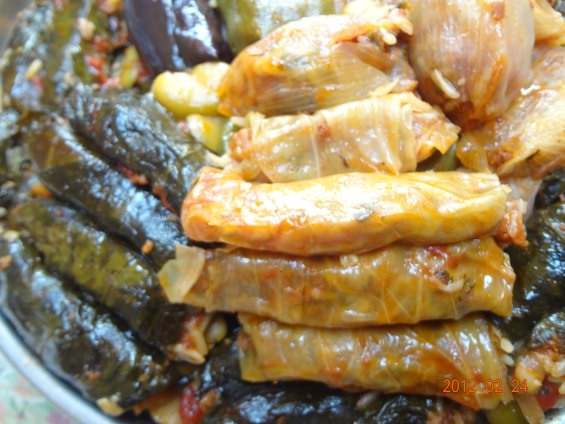
دولمة مصلاوية. الدولمة تعتبر أحد أشهر الأكلات في العراق.

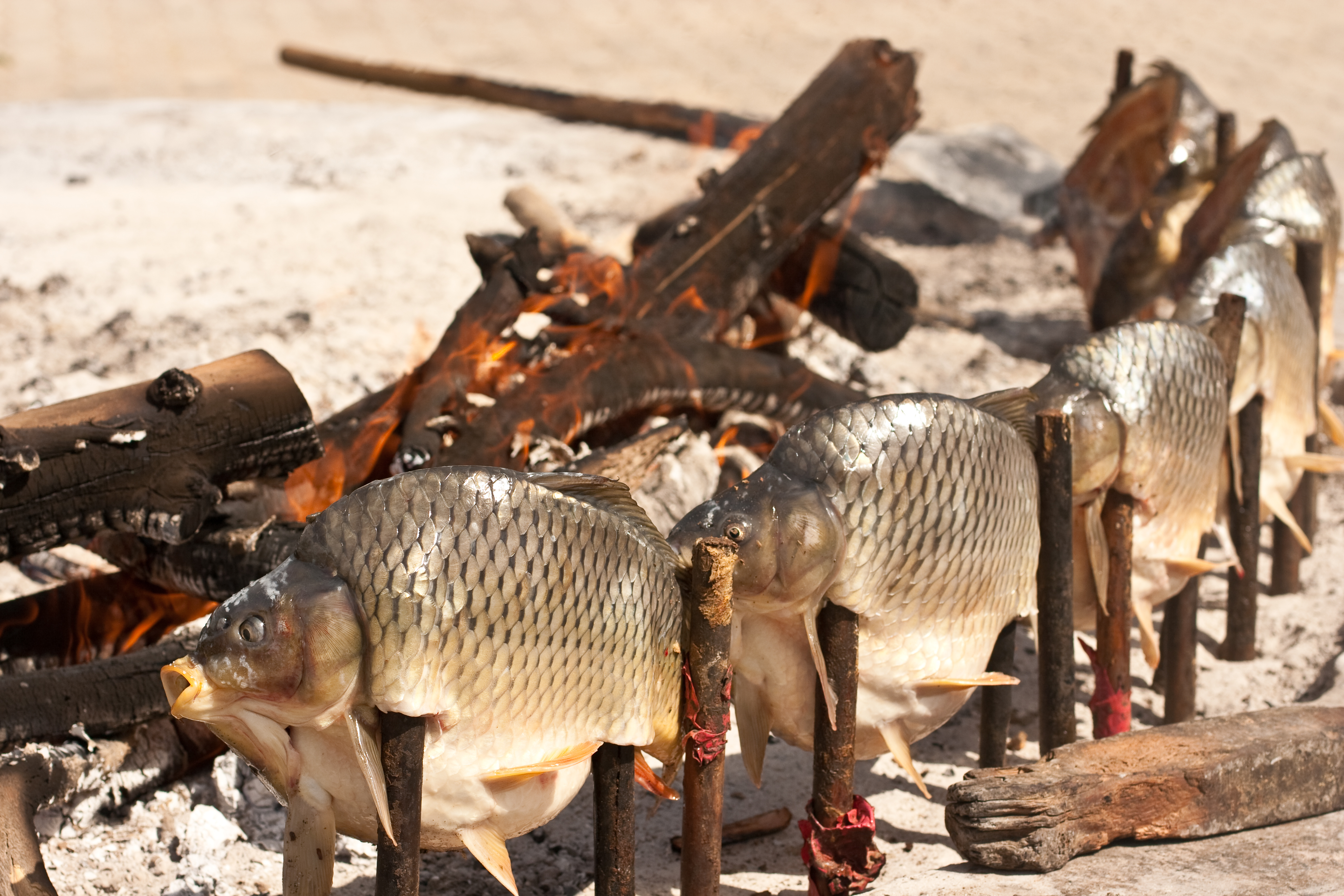
المسكوف

المطبخ العراقي أو مطبخ بلاد ما بين النهرين لديه تاريخ طويل يعود إلى 10,000 سنة—إلى السومريين والأكاديين والبابليين والآشوريين. حيث أن بعضاً من الألواح التي وجدت في الآثار القديمة في العراق تظهر وصفات لتحضير الطعام الذي كان يعد في المعابد أثناء الأعياد الدينية—وتعتبر هذه الألواح من كتب الطبخ الأولى في العالم
العراق القديم، أو بلاد ما بين النهرين كان مهداً لحضارات كثيرة متطورة ومتقدمة للغاية في جميع ميادين المعرفة—بما في ذلك فنون الطهي. ومع ذلك، فإنه في عصر القرون الوسطى عندما كانت بغداد عاصمة للخلافة العباسية بلغ المطبخ العراقي ذروته.
واليوم المطبخ في العراق يعكس هذا الميراث الغني فضلاً عن تأثيرات قوية من تقاليد الطهي للدول المجاورة مثل تركيا وإيران وسوريا المنطقة. والتالي بعض من الأكلات الشعبية والمشهورة جداً في العراق.

## مكونات المطبخ العراقي
بعض المكونات المميزة للمطبخ العراقي تشمل:
- الخضار، مثل: الباذنجان، الطماطم، اللفت، الفاصوليا الخضراء، الكراث، البامية، البصل، العدس، الرشاد، البطاطا، الملفوف، الكوسا، السبانخ، الخس، الكراث، الخرشوف، الثوم، الفلفل البارد والفلفل الحار.
- الحبوب، مثل: الأرز، القمح، البرغل، والشعير.
- البقوليات، مثل: العدس، الحمص، الفاصوليا، والماش.
- الفواكة، مثل: الزيتون، التمور، الزبيب، المشمش، الخوخ، التين، العنب، البطيخ، الرمان، التفاح، الكرز، السفرجل، والحمضيات كالبرتقال، الليمون، والرارنج.
- الاجبان، مثل: جبنة بلدي، فيتا (جبن)، حلوم.
- الاعشاب والتوابل، مثل: القرفة، هال، كزبرة، الحلبة، كمون، مردقوش، النعناع، الطرخون، الزعتر، الزعفران، سليخة، الشبت، الكركم، السماق.
- المكسرات والحبوب، مثل: السمسم، الفستق، اللوز، الجوز، البندق والصنوبر.

إضافة إلى مكونات أخرى مثل زيت الزيتون، زيت السمسم، التمر الهندي، الشعيرية، الطحينة، العسل، اللبن الزبادي وماء الورد. لحم الضأن هو اللحم المفضل، ولكن يؤكل الدجاج ولحم البقر والماعز والأسماك أيضًا.

## المأكولات العراقية

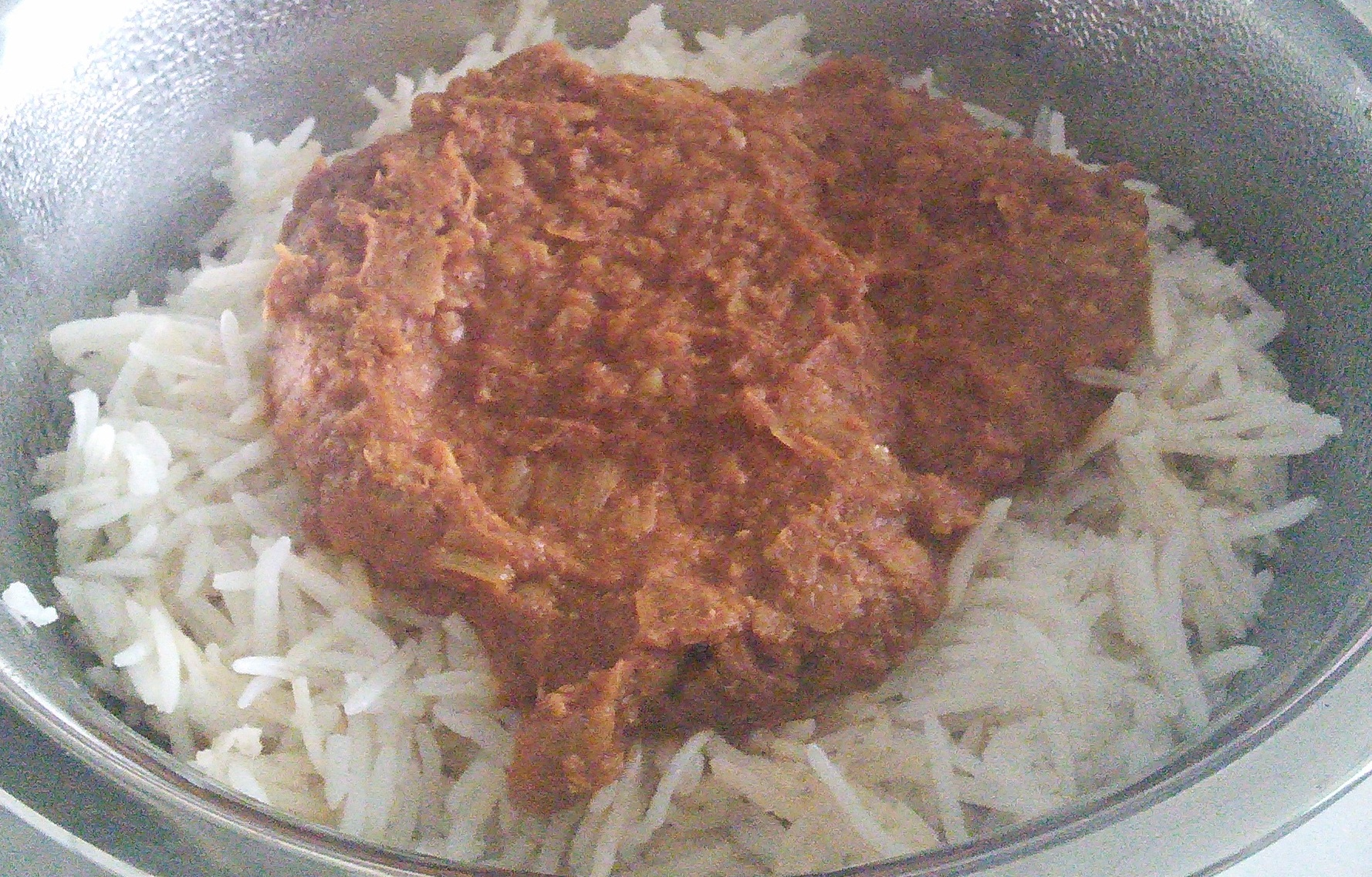
القيمة النجفية

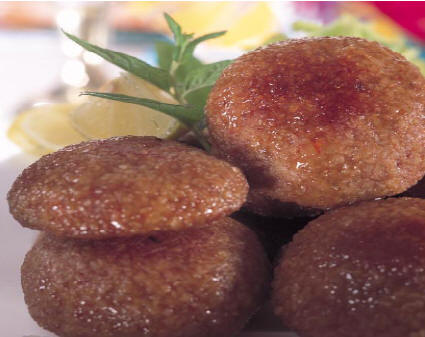
كبة برغل

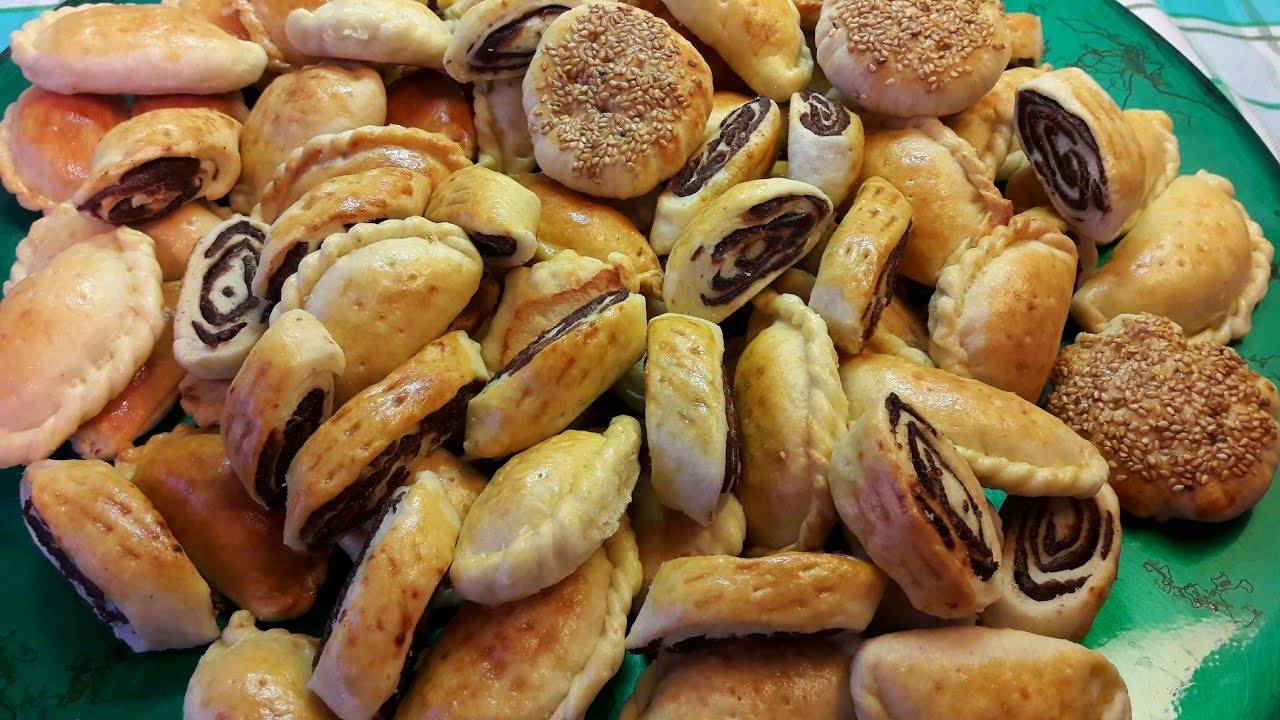
كليچة

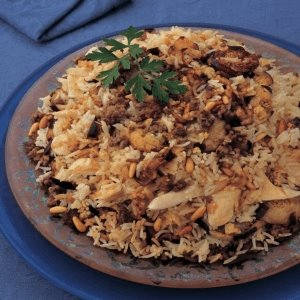
مقلوبة الدجاج بالباذنجان

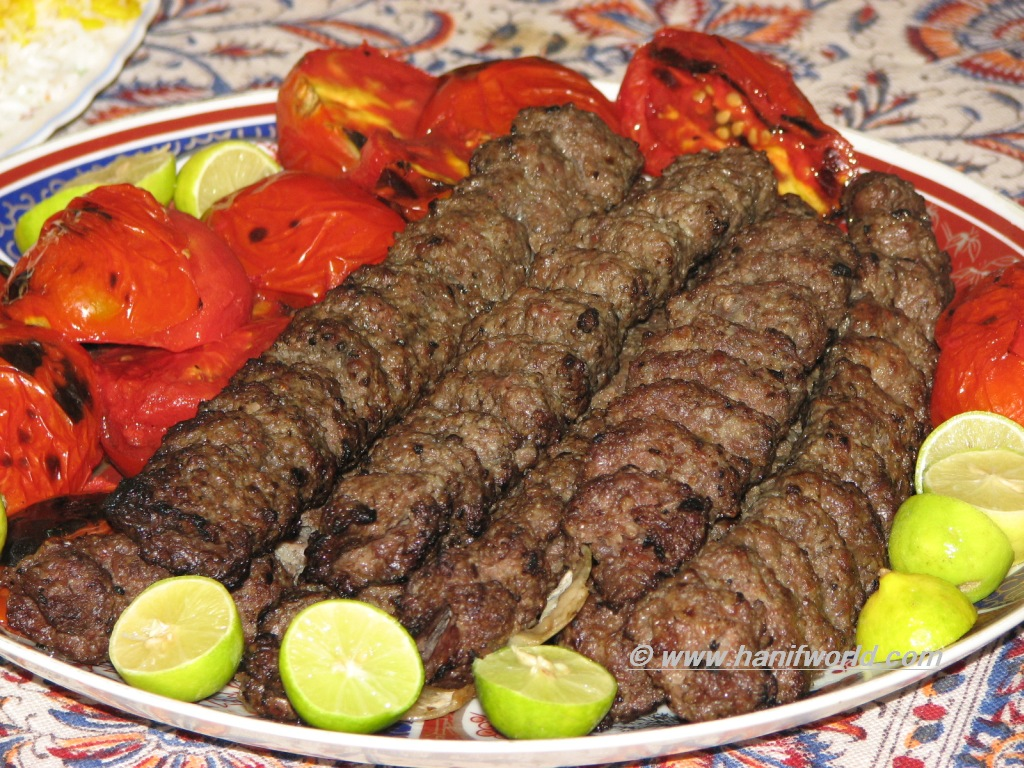
الكباب العراقي

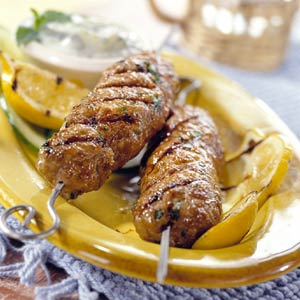
كفتة بالطحينة العراقية

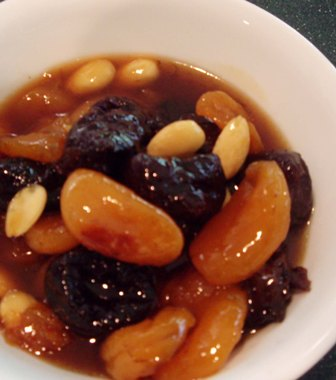
الطرشانه أو القيسي

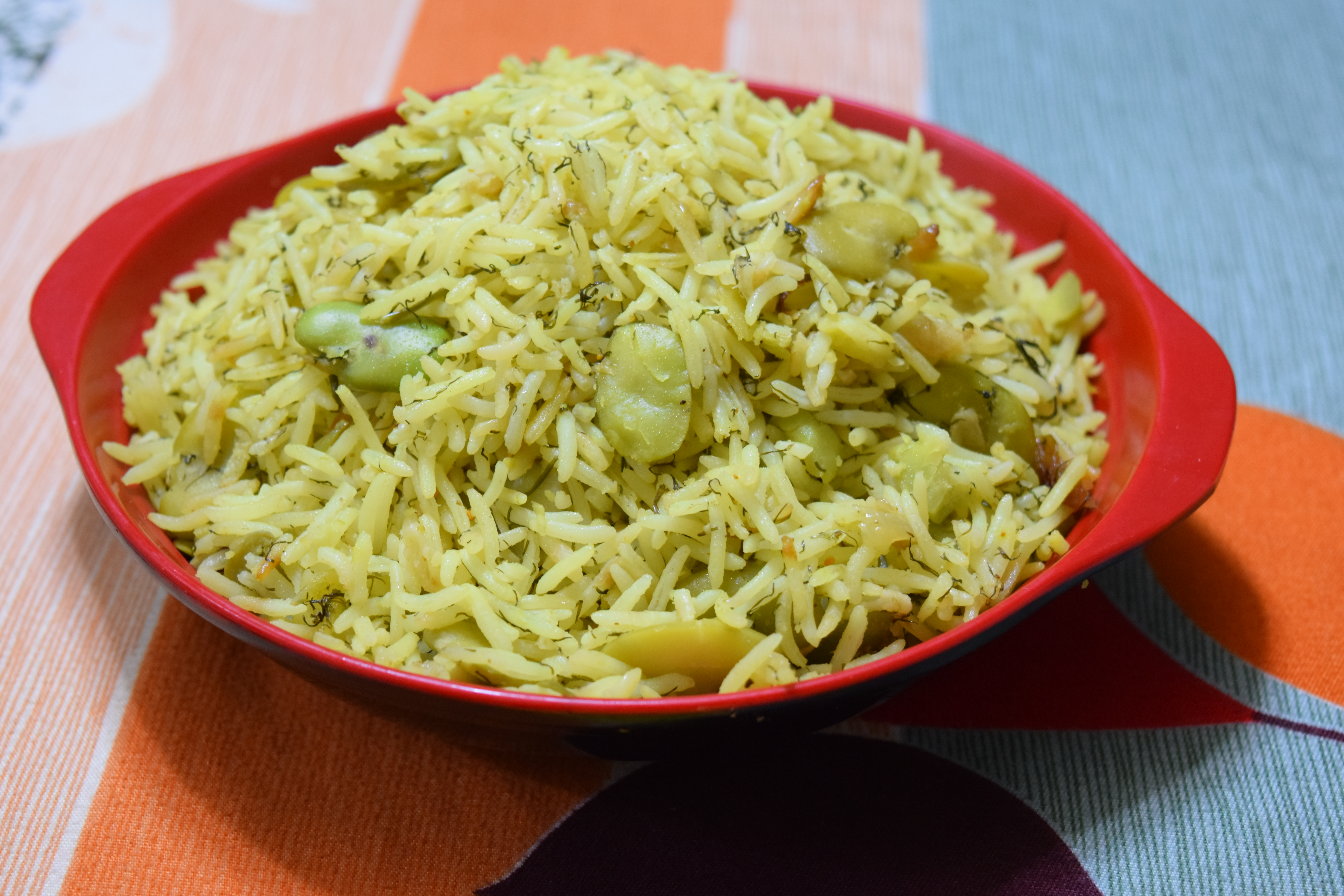
تمن باقلاء

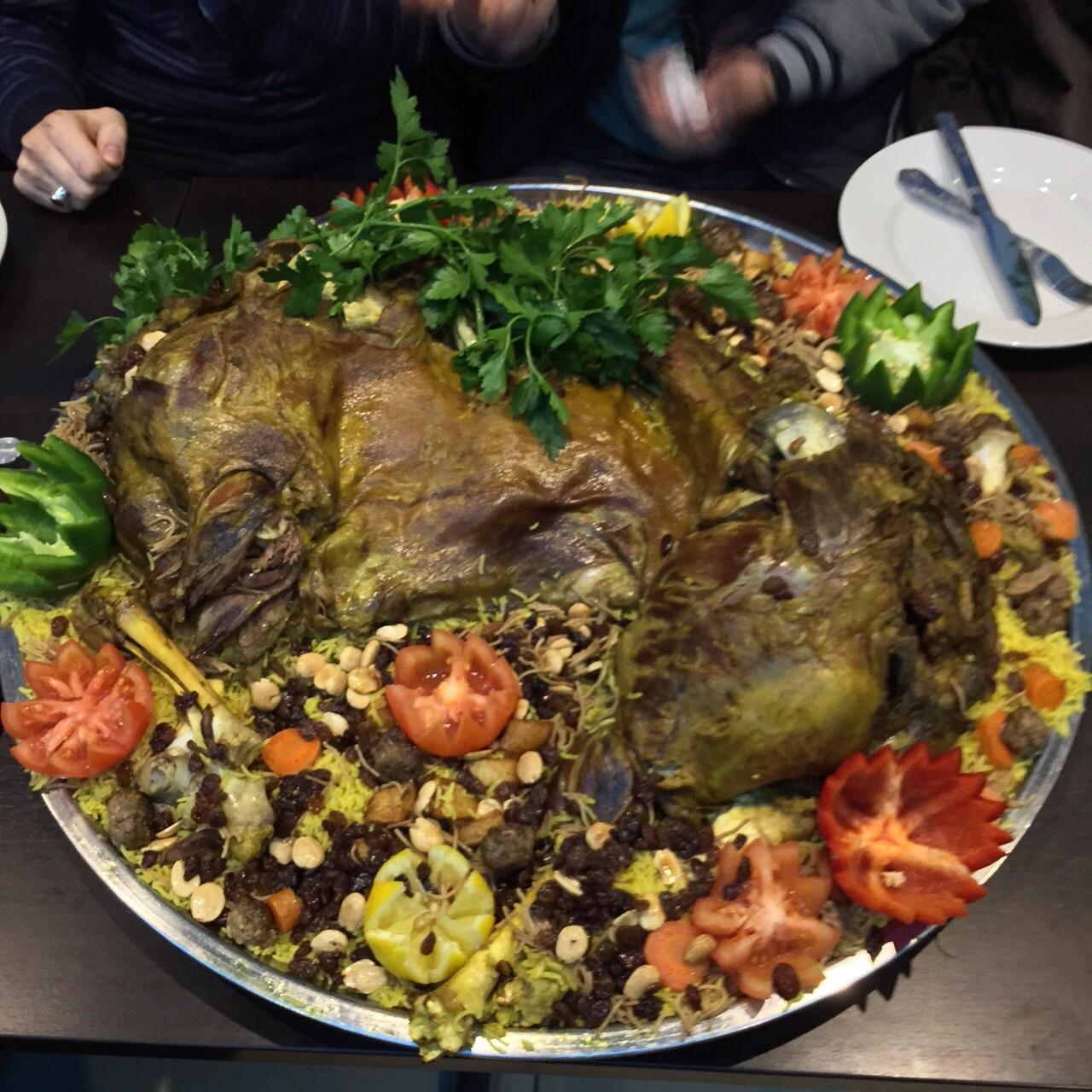
قوزي

### المأكولات
- المسكوف
- الدولمة
- المقلوبة
- الكباب
- الفلافل
- الكبة، وهنالك عدة أنواع مثل: كبة البرغل، كبة التمن.
- مسموطة
- كفتة
- القوزي
- برياني
- تشريب
- شاورما
- مطبق السمك
- تمن باقلاء
- تمن ماش
- الأرز المحترق
- سمبوسة
- بسطرمة
- مجدرة

### الحساء واليخنات
- مرق الفاصوليا
- الهريسة
- شوربة عدس
- مرق البامية
- القيمة
- التبسي
- الطرشانة
- جلّ فراي، وتسمى أيضاً حَمِيسَة.
- محروك أصبعه
- مرق السبانخ وتسمى سبيناغ (من دون إضافة ما يعرف بالآله) ويؤكل مع الرز.
- سبزي (إسفاناخ مع إضافة ما يعرف بالآلة) ويؤكل مع الرز.
- الزبيبية، أكلة موصلية تحتوي على المشمش والجوز واللوز وتوضع فيها كبة البرغل.
- شوربة ماش

### الألبان
- جبنة بلدي
- جبنة عربية
- قيمر
- لبنة
- أقط

### المخبوزات
- خبز عربي
- صمون عراقي
- لحم بعجين
- بوريك
- الكعك
- كاهي
- السياح
- المرقوق
- مناقيش
- لحم بعجين عرايس

### الصلصات والتتبيلات
- عمبة
- صاص
- دبس التمر
- راشي
- ماء ورد
- محلب
- دبس الرمان

### الحلويات
- لقيمات
- حلاوة طحينية
- من السما
- دهين
- كليچة
- بقلاوة
- زلابية
- زنود الست
- برمة
- كنافة
- قطايف
- مدكوكة التمر

### المشروبات
- قهوة تركية
- شربات
- شاي
- شنينة
- جعة
- عرق

### المقبلات (المزة)
- حمص بطحينة
- جاجيك
- فتوش
- تبولة
- بابا غنوج
- طرشي
- زلاطة

## مصطلحات الطبخ العراقي
- الآلة: هي مكونات أكلة السبانخ وهي المعدنوس والحلبة والكزبرة والإشبنت والكرفس وحبات اللوبية اليابسة وشيء من الحمص أحياناً.[2]
- خِدَر: خِدَر الچاي، أي تمّ طبخه وصار صالحاً للشرب، وخَدَّر الچاي: صنعه وأعدّه، ويقال الچاي خَدْران ومِتْخدّر إذا تمّ إعداده، ويُشترط لتخدير الچاي أن يمرّ عليه وقت معين وهو على مقربة من الفحم المتّقد، وإلا فهو فطير.[3]
- دَوّغ: يدوّغ إذا ذوّب الدهن بالطاوة والقدر على النار، والاسم هو دواغ، ويقال أيضاً تدويغ فهو امدوّغ.[4]
- هدّر: هدّر الچاي مثل خدّر الچاي فهو متْهدّر.[3]

## وصلات خارجية
- كبة الرز والبرغل العراقية
- الطعام والمطبخ العراقي
- وصفات شهية لتحضير الطعام العراقي
- المطبخ القديم لبلاد ما بين النهرين نسخة محفوظة 3 مارس 2012 على موقع واي باك مشين.